# 2 noiembrie
ianuarie • februarie • martie  • aprilie  • mai  • iunie  • iulie  • august  • septembrie  • octombrie  • noiembrie  • decembrie
2 noiembrie este a 306-a zi a calendarului gregorian și a 307-a zi în anii bisecți. Mai sunt 59 de zile până la sfârșitul anului.

## Evenimente

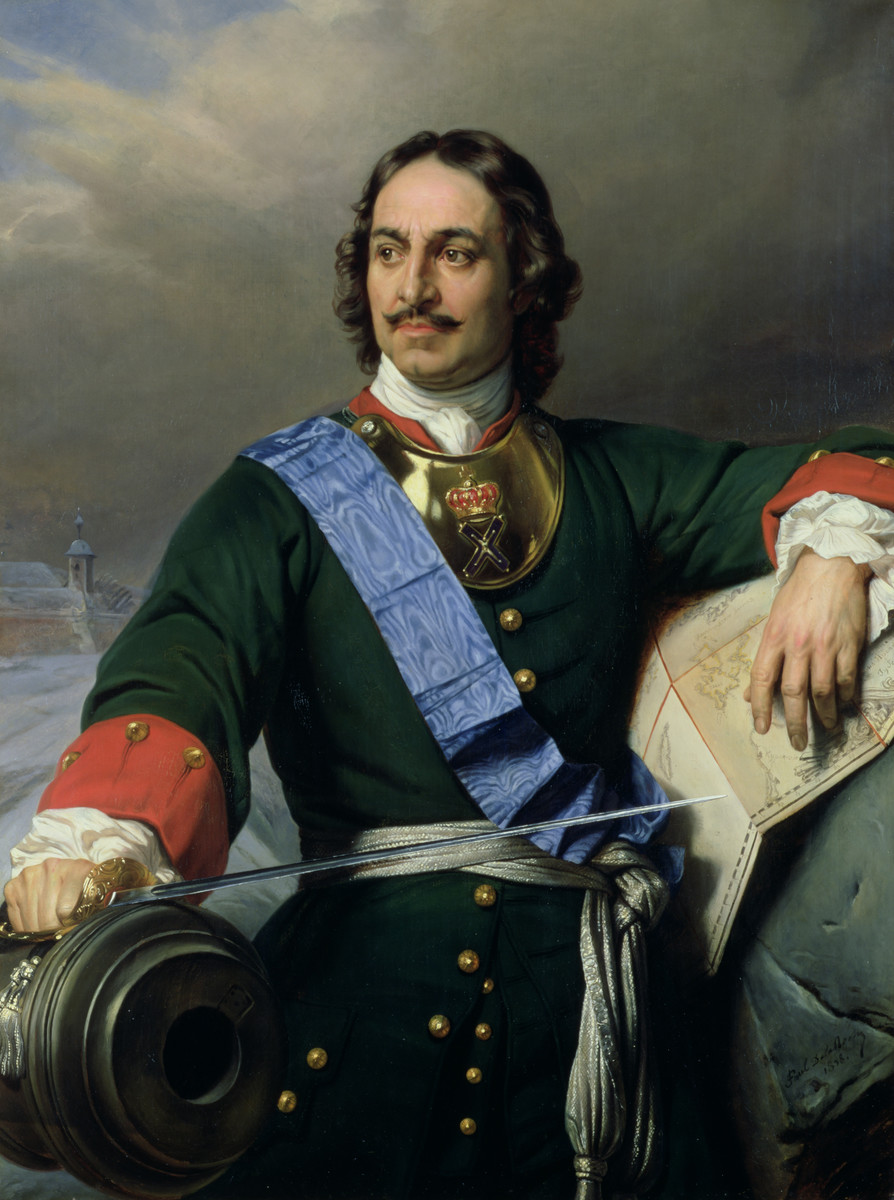
1721: Țarul Petru cel Mare este proclamat împărat a toate Rusiile.

1784: A izbucnit marea Răscoală Țărănească din Transilvania, condusă de Horea, Cloșca și Crișan.

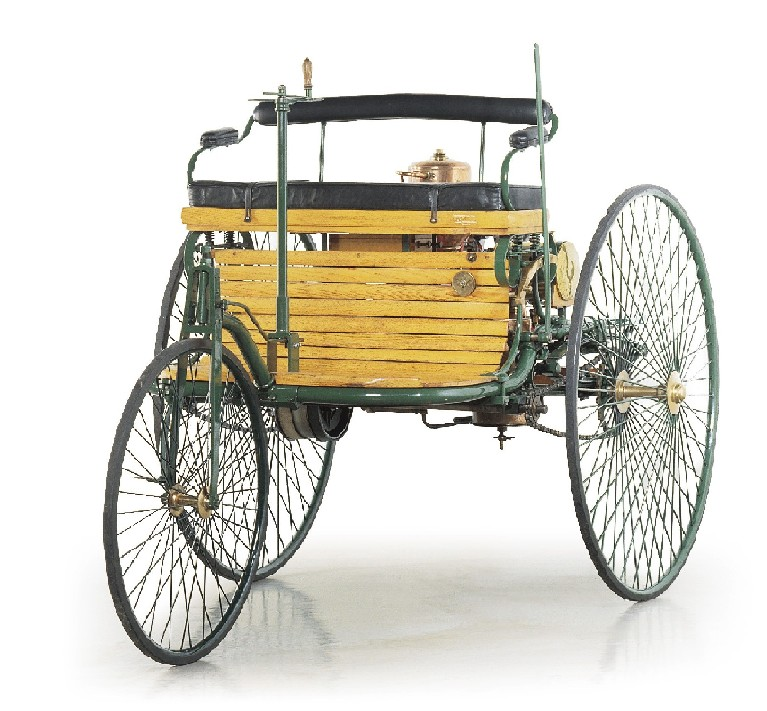
1886: Germania îi acordă lui Carl Benz un brevet pentru automobilul pe care îl construia.

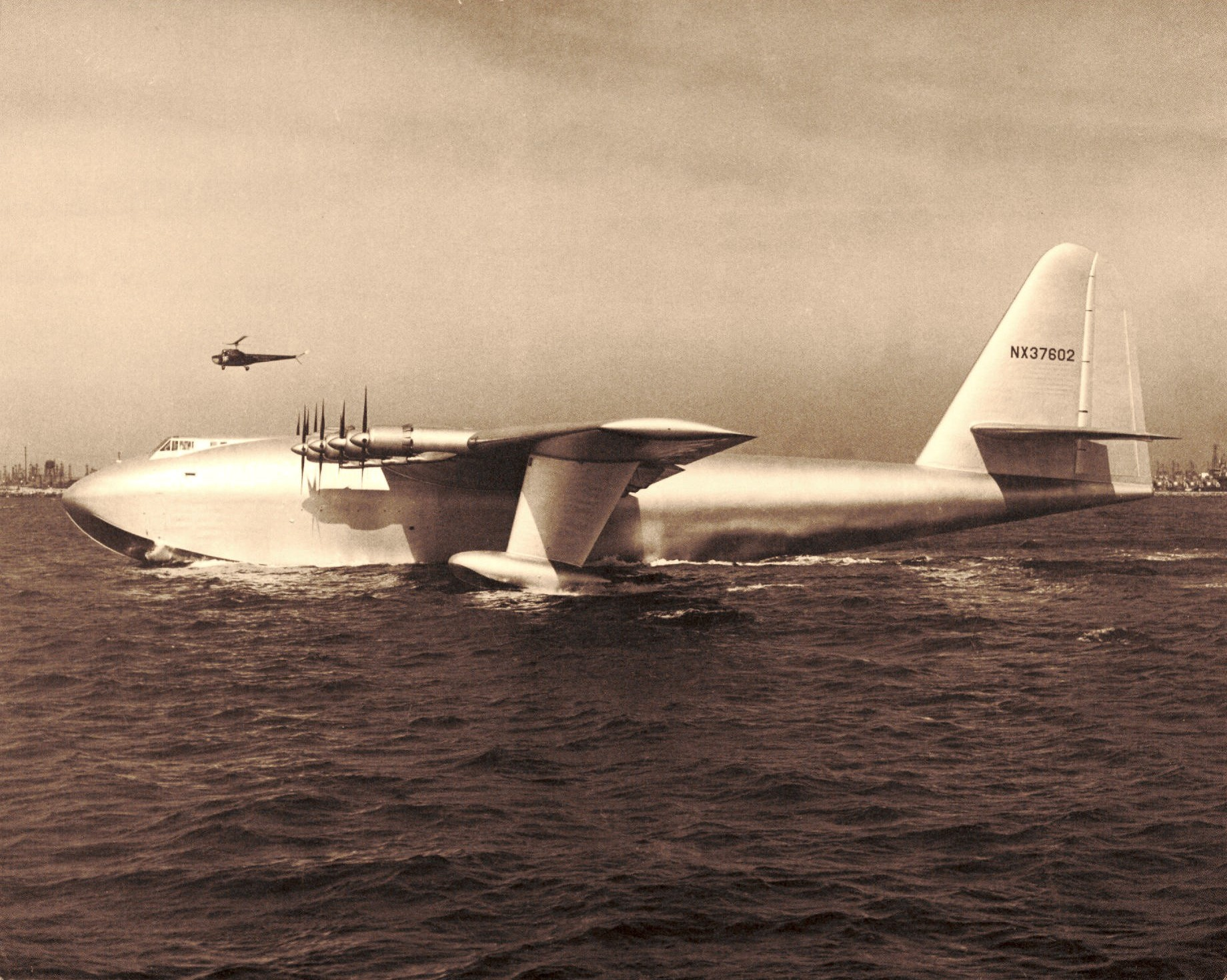
1947: Ziaristul Howard Hughes face zborul de probă a celui mai mare hidroavion din lume, Hercules, proprietatea și realizarea lui. A fost unicul zbor al acestui gigantic hidroavion.

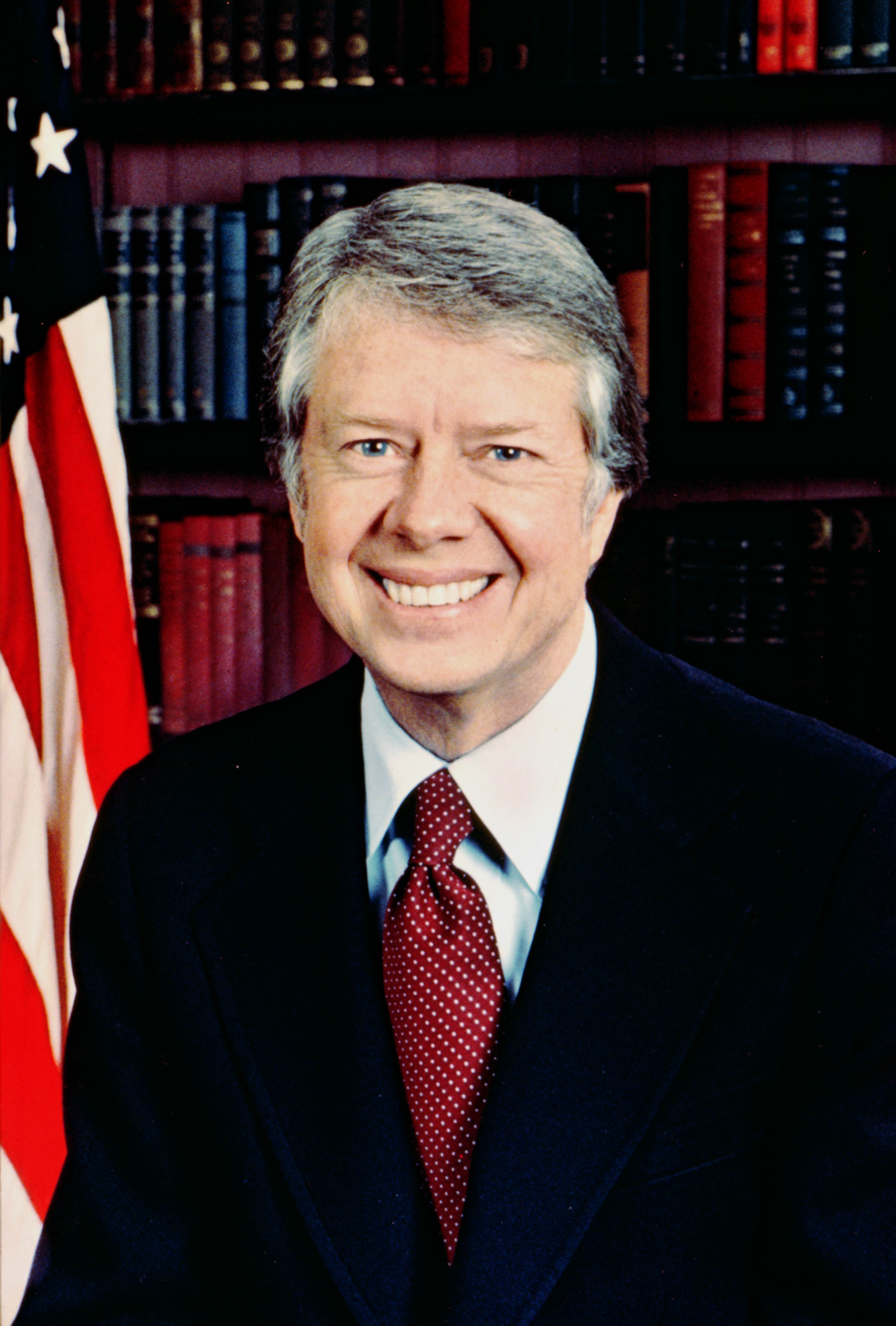
1976: Jimmy Carter, primul candidat din Sud după foarte mulți ani (din timpul războiului de secesiune), îl învinge în alegeri pe Gerald Ford.

- 0655: În Spania s-a ținut al IX-lea Consiliu din Toledo.
- 0676: Donus devine Papă; este cel de-al 77-lea papă, succesor al Papei Adeodat al II-lea.
- 0998: Sfântul Odilon, abatele de Cluny a celebrat pentru prima oară o comemorare a tuturor răposaților ordinului său. Această zi a devenit mai apoi în Biserica Catolică data la care sunt comemorați toți credincioșii răposați.
- 1327: În Spania, Alfons al IV-lea numit „cel Bun”, a fost proclamat rege de Aragon la moartea tatălui său Iacob al II-lea.
- 1439: Statele generale, reunite deja din octombrie, la Orléans, au decis să întrețină o armată permanentă cu care să poată izgoni definitiv pe englezi afară din Franța. Această decizie a declanșat revolta nobililor francezi: Praguerie (1440). Pentru finanțare cheltuielilor de război Statele generale au instituit un nou impozit, « taille », care va fi obligatoriu pentru fiecare familie din regatul francez. Delegația i-a acordat regelui Carol al VII-lea permisiunea de a ridica „taxa” în fiecare an. Acest impozit anual nu va fi abolit decât odată cu Revoluție.
- 1570: Încendiu care s-a întins din Olanda până în Jütland, în care au fost transformate în cenușă peste 100 000 de locuințe.
- 1721: Țarul Petru cel Mare este proclamat împărat a toate Rusiile.
- 1769: Exploratorul spaniol Gaspar de Portolá a descoperit Golful San Francisco în California.
- 1784: A izbucnit marea Răscoală Țărănească din Transilvania, condusă de Horea, Cloșca și Crișan.
- 1785: Prima luntre de salvare, construită de Lionel Lukin, a fost brevetată la Londra.
- 1789: Adunarea Națională a Revoluției a decretat naționalizarea bunurilor bisericești în Franța.
- 1814: Anglia: Periodicul londonez, The Times, este primul care folosește tiparnița în editarea sa.
- 1830: Chopin dirijează în premieră la Varșovia.
- 1864: Decret privind înființarea Școlii de Belle Arte din București.
- 1886: Oficiul Imperial de Brevete din Germania i-a acordat lui Carl Benz brevetul de automobile.
- 1889: Dakota de Nord și Dakota de Sud au devenit statele americane cu numerele 39 și 40, în ordinea formării lor.
- 1895: În SUA s-a desfășurat prima cursă de automobile care foloseau gazolina drept combustibil.
- 1906: Rusia: Lev Davidovici Troțki este condamnat la deportare pe viață în Siberia.
- 1909: Tratatul de rectificare a granițelor dintre Brazilia și Uruguay.
- 1916: Franța: Trupele franceze ocupă fortăreața de la Verdún.
- 1917: Declarația Balfour : guvernul Marii Britanii se anagajează să sprijine înființarea  unei patrii a poporului evreu în Palestina.
- 1919: Statele Unite: Greva minerilor susținută de peste o jumătate de milion de muncitori.
- 1920: Statele Unite: Realizează, în Philadelphia (Pennsylvania) prima probă de radiodifuziune folosind stația comercială „KDKA”: în acea primă emisiune radiofonică au fost prezentate știri, muzică și întrețineri (discuții la masa rotundă).
- 1923: Germania: Miniștrii social-democrați părăsesc guvernul.
- 1925: Navele Eigiau și Coedty din Dolgarrog în Wales sunt nimicite într-un incendiu, soldat cu 16 morți.
- 1930: Haile Selassie a fost încoronat împărat al Etiopiei (1930 - 1974).
- 1930: Cel mai mare avion din lume, DO-X, a decolat din Germania spre Amsterdam într-un zbor de probă.
- 1935: China: A fost introdusă bancnota în locul monedei.
- 1936: Primul serviciu regular de televiziune din lume: .
- 1940: Al Doilea Război Mondial: Statele Unite oferă ajutor tuturor națiunilor împotriva agresorilor.
- 1945: În Franța este creat prin ordonanță primul centru de protecție maternală și infantilă (PMI).
- 1945: Costa Rica și Libéria sunt admise ca State Membre a ONU.
- 1947: Ziaristul Howard Hughes face zborul de probă a celui mai mare hidroavion din lume, Hercules, proprietatea și realizarea lui. A fost unicul zbor al acestui gigantic hidroavion.
- 1954: Anglia: Se încheie greva portuarilor, grevă care a cauzat grave prejudicii comerțului exterior britanic.
- 1955: Cercetătorii americani Carlton-Schwerdt și Schaffer obțin în formă cristalină virusul care provoacă poliomielita.
- 1955: Israel: Revenirea la putere a lui David Ben-Gurion.
- 1956: URSS: Armata roșie (sovietică) reprimă sângeros protestul budapestanilor început în octombrie. Imre Nagy este arestat.
- 1962: Președintele Kennedy anunță sfârșitul crizei nuclearelor din Cuba.
- 1963: Președintele sud-vietnamez Ngo Dinh Diem este asasinat în urma unei lovituri militare de stat.
- 1964: Regele Saud din Arabia Saudită renunță la putere în favoarea fratelui său Faisal.
- 1965: La ora 5:15 P.M., Norman Morrison, Quaker în vârstă de 31 de ani, iese din front și pătrunde în Pentagon protestând în felul acesta împotriva „invaziei” în Vietnam.
- 1966: Intră în vigoare Cuban Adjustment Act oferind unui număr de 123.000 de cubanezi posibilitatea de a face cerere de stabilire permanentă în State.
- 1967: Președintele american Lyndon B. Johnson ține o reuniune secretă cu cei mai de seamă lideri naționali (Bărbații Înțelepți) cărora le cere sfatul în privința atitudinii de adoptat față de refuzul tinerilor de a se mai înrola, protestând astfel împotriva războiului din Vietnam. Cei prezenți au ajuns la concluzia că opinia publică trebuie să primească rapoarte optimiste despre desfășurarea războiului.
- 1973: John Lennon lansează albumul „Mind Games“.
- 1975: Este ucis Pier Paolo Pasolini pe hidroscala din Ostia.
- 1976: Jimmy Carter, primul candidat din Sud după foarte mulți ani (din timpul războiului de secesiune), îl învinge în alegeri pe Gerald Ford.
- 1976: În India, primul ministru, Indira Gandhi, obține depline puteri dictatoriale.
- 1983: Martin Luther King Day: În Grădina Trandafirilor de la Casa Albă, președintele Ronald Reagan semnează legea care instituie o sărbătoare federală, care să fie celebrată an de an în a treia luni din ianuarie pentru comemorarea lui Martin Luther King.
- 1984: Pedeapsa capitală: Velma Barfield, din 1962, este prima femeie din Statele Unite condamnată la moarte.
- 1988: Prima propagare de worm pe Internet.
- 1989: Jaguar este cumpărată de societatea Ford.
- 1991: Bartolomeu I devine Patriarh al Constantinopolului.
- 1997: Acord între Rusia și Japonia în privința contenciosului Insulelor Kurile.
- 1997: Taifunul „Linda” devastează Golful Tailanda deplasându-se cu o viteză de 130 km/h.
- 1999: Mighty Servant 2 nava de mare tonaj, cu o încărcătură de 9000 de tone, se scufundă și 5 persoane își pierd viața.
- 2000: Primul echipaj de trei astronomi (2 ruși și un american) ajunge la bordul Stației Spațiale Internaționale.
- 2004: Alegeri prezidențiale în SUA: între senatorul John Kerry și președintele George W. Bush.

## Nașteri
- 1082: Song Huizong, împărat chinez, pictor și caligraf (d. 1135)
- 1534: Arhiducesa Eleanor de Austria, fiica împăratului Ferdinand I (d. 1594)
- 1649: Johann Adolf I, Duce de Saxa-Weissenfels (d. 1697)
- 1694: Joseph Karl, Conte Palatin de Sulzbach (d. 1729)
- 1699: Jean Baptiste Siméon Chardin, pictor francez (d. 1779)
- 1709: Anne, Prințesă Regală și Prințesă de Orania, al doilea copil al regelui George al II-lea al Marii Britanii (d. 1759)
- 1739: Carl Ditters von Dittersdorf, compozitor austriac (d. 1799)
- 1755: Marie Antoinette, regină a Franței, soția lui Ludovic al XVI-lea (d. 1793)
- 1767: Prințul Eduard, Duce de Kent, al patrulea fiu al regelui George al III-lea și tatăl reginei Victoria (d. 1820)

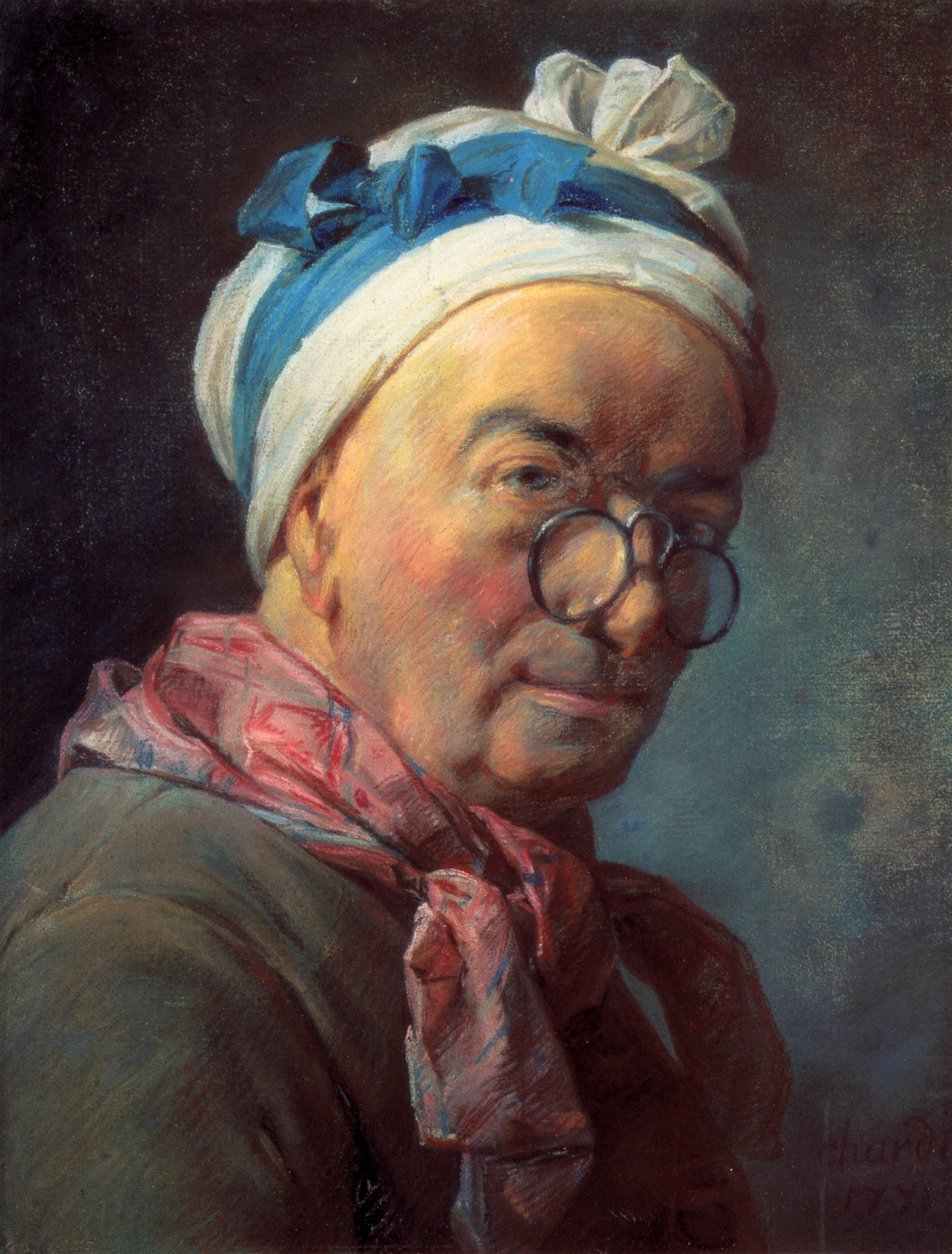
Jean Baptiste Siméon Chardin, pictor francez
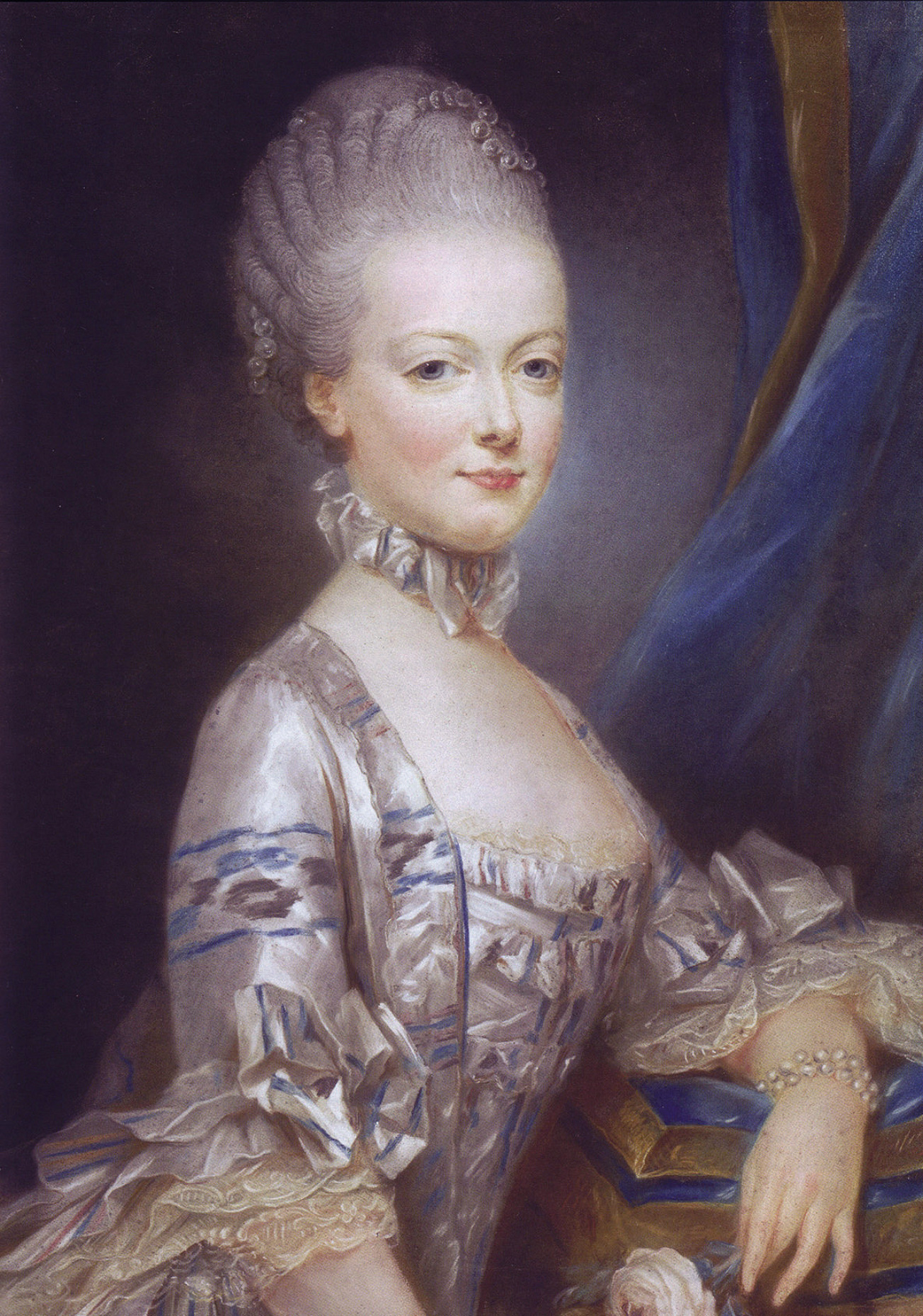
Marie Antoinette, regină a Franței
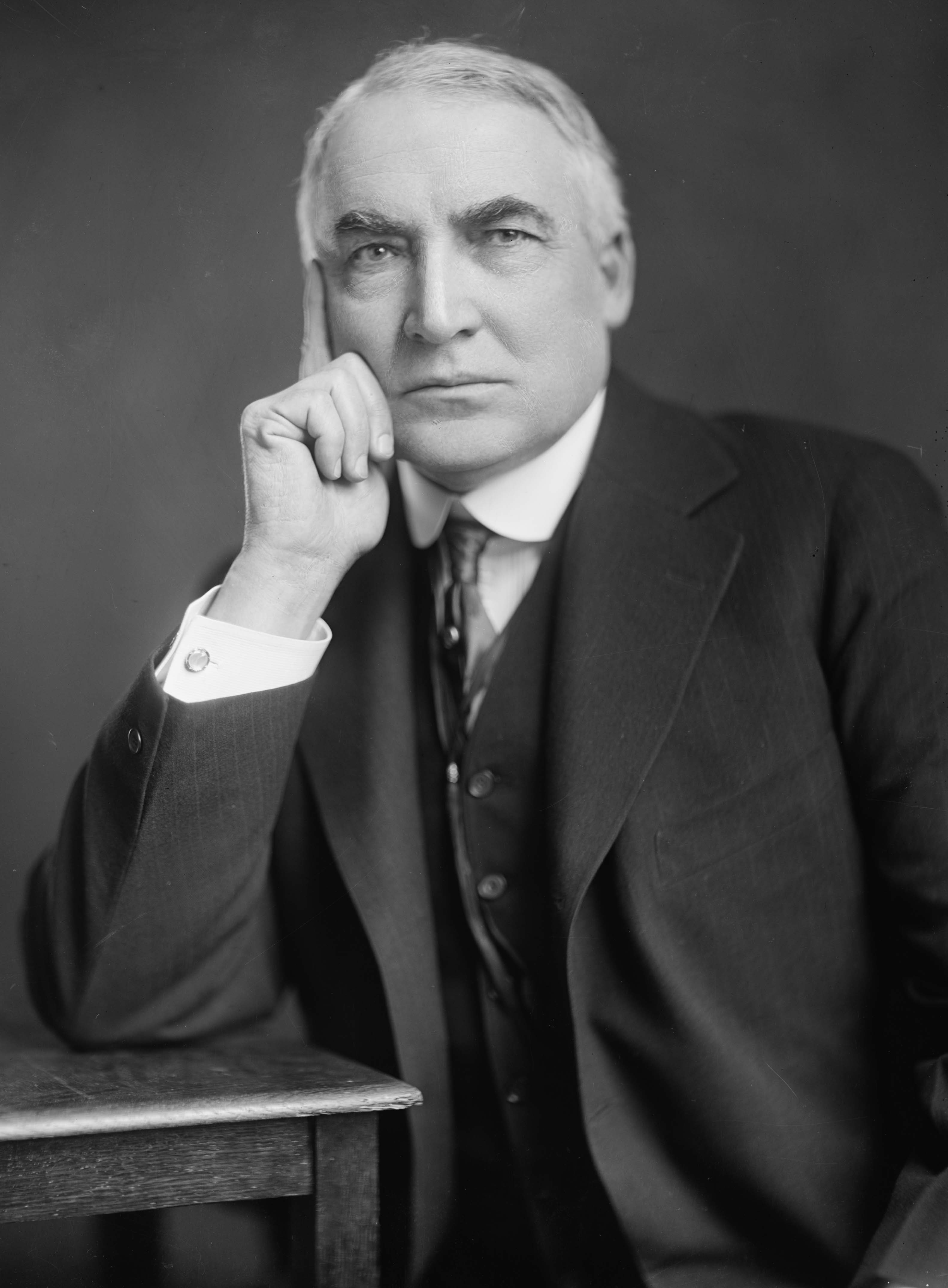
Warren G. Harding, al 29-lea președinte al Statelor Unite

- 1777: Prințesa Sofia a Regatului Unit, membră a familiei regale britanice (d. 1848)
- 1795: James K. Polk, al 11-lea președinte al Statelor Unite ale Americii (d. 1849)
- 1812: Hélène Feillet, pictoriță franceză (d. 1889)
- 1815: George Boole, matematician britanic, creatorul logicii matematice moderne (d. 1864)
- 1844: Mehmed al V-lea, sultan al Imperiului Otoman (d. 1918)
- 1847: Georges Sorel, publicist francez (d. 1922)
- 1861: Maurice Blondel, filosof francez (d. 1949)
- 1865: Warren G. Harding, al 29-lea președinte al Statelor Unite (d. 1923)
- 1872: Cincinat Pavelescu, poet și epigramist român, autor de romanțe, lieduri, serenade și madrigaluri (d. 1934)
- 1873: Dimitrie Paciurea, sculptor român (d. 1932)
- 1882: Ion Flueraș, politician român (d. 1953)
- 1885: Harlow Shapley, astronom american, cel care a descoperit mărimea și forma Căii Lactee (d. 1972)
- 1892: Paul Abraham, compozitor ungur (d. 1960)
- 1899: Peter Aufschnaiter, alpinist austriac (d. 1973)
- 1900: Carola Neher, actriță germană (d. 1942)
- 1902: Prințesa Mafalda de Savoia, a doua fiică a regelui Victor Emanuel al III-lea al Italiei (d. 1944)
- 1902: Prințul Rostislav Alexandrovici al Rusiei (d. 1978)

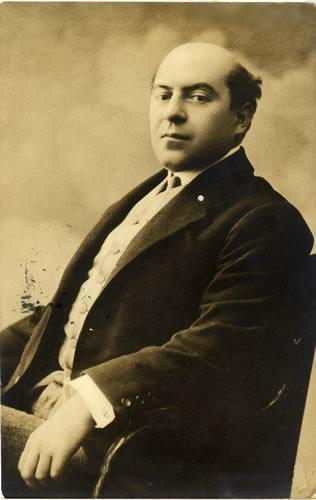
Cincinat Pavelescu, epigramist român
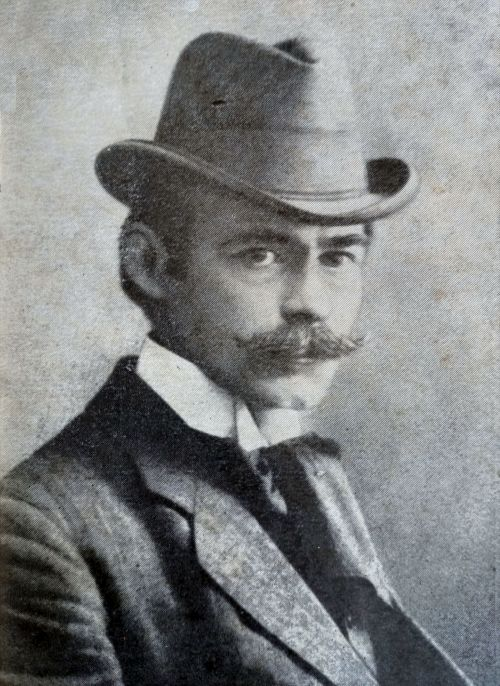
Dimitrie Paciurea, sculptor român
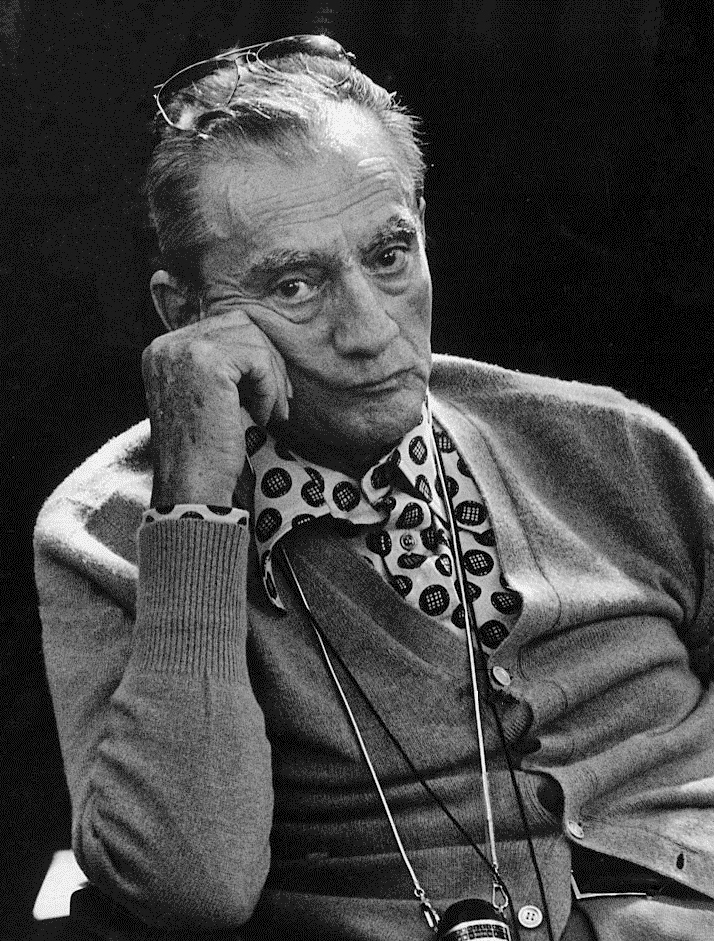
Luchino Visconti, regizor italian

- 1904: Iosif Romulus Botto, compozitor și dirijor român (d. 1995)
- 1906: Luchino Visconti, regizor italian de film (d. 1976)
- 1908: Bunny Berigan, artist (jazz) american (d. 1942)
- 1908: Dimitrie Berea, pictor român (d. 1975)
- 1911: Odysseas Elytis, poet grec, laureat al Premiul Nobel pentru Literatură (d. 1996)
- 1913: Burt Lancaster, actor american (d. 1998)
- 1916: Paul Erdös, grafician român (d. 1987)
- 1929: Richard Taylor, fizician american de origine canadiană (d. 2018)
- 1932: Stéphane Audran, actriță franceză (d. 2018)
- 1932: Melvin Schwartz, fizician american (d. 2006)
- 1938: Regina Sofía a Spaniei, soția regelui Juan Carlos I
- 1938: Titi Cioacă, politician român (d. 2017)
- 1940: Gheorghe Gruia, handbalist român (d. 2015)
- 1944: Keith Emerson, muzician și textier american (Emerson, Lake & Palmer) (d. 2016)
- 1946: Alan Jones, pilot australian de Formula 1
- 1946: Giuseppe Sinopoli, dirijor, compozitor, medic, arheolog italian
- 1946: Petre Lupu, actor român
- 1947: Dave Pegg, muzician (basist) britanic
- 1947: Rodney Williams, guvernator-general al Antigua și Barbuda (2014-prezent)
- 1949: Lois McMaster Bujold, autoare de Science Fiction americancă
- 1962: Ákos Derzsi, politician român

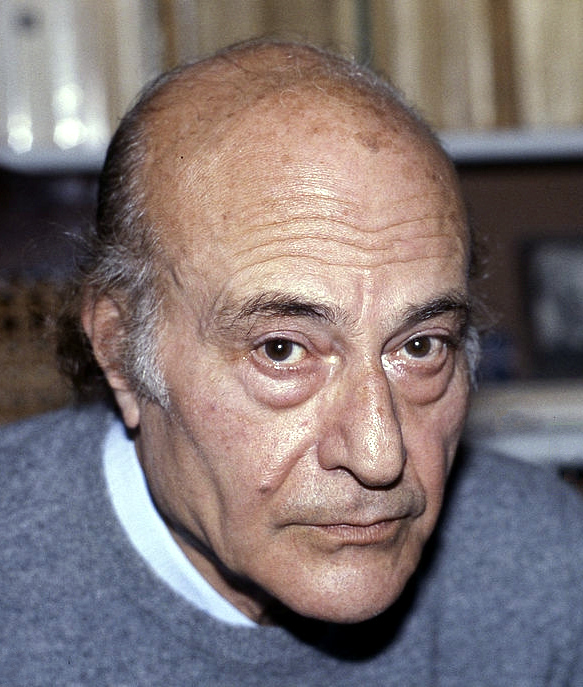
Odysseas Elytis, poet grec, laureat Nobel
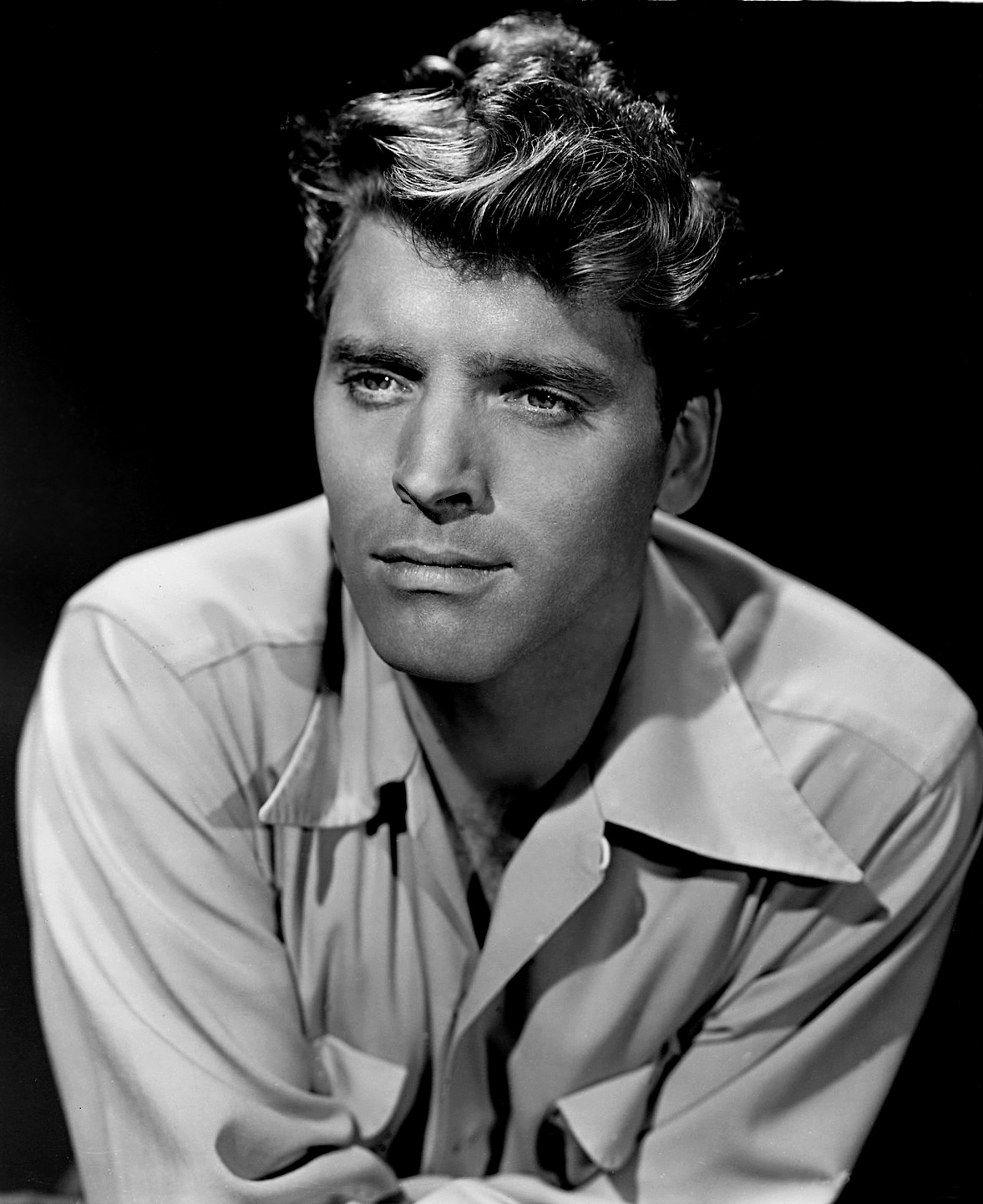
Burt Lancaster, actor american
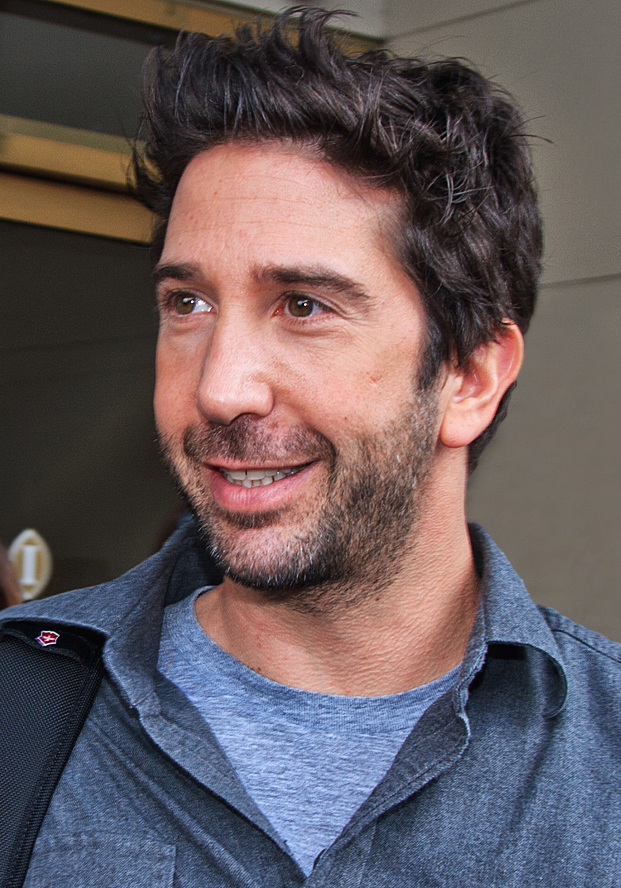
David Schwimmer, actor american

- 1962: Ron McGovney, primul basist a trupei Metallica
- 1964: Daniel Gherasim, fotbalist român
- 1965: Cătălina Curceanu, fiziciană română
- 1966: David Schwimmer, actor american
- 1974: Nelly, rapper, actor american
- 1976: Marie Guévenoux, politician francez
- 1979: Marián Čišovský, fotbalist slovac (d. 2020)
- 1990: Kendall Schmidt, cântăreț, dansator american (Big Time Rush)
- 1991: Dina Galiakbarova, scrimeră rusă
- 1997: Kațiarina Andreieva, jurnalistă bielorusă

## Decese
- 0934: Emma a Franței,  fiica regelui Robert I al Franței (n. 894)
- 1083: Matilda de Flandra, soția regelui William I Angliei (n. 1031)
- 1715: Charlotte Christine de Brunswick-Lüneburg, soția Țareviciului Alexei al Rusiei (n. 1694)
- 1816: Gheorghe Șincai, istoric, filolog, scriitor român, reprezentant al Școlii Ardelene (n. 1796)

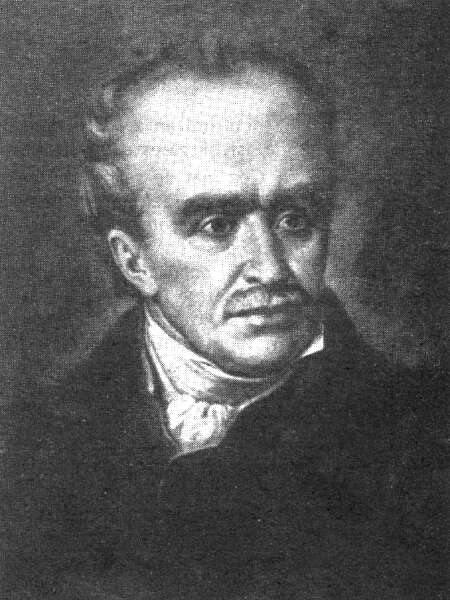
Gheorghe Șincai, istoric, reprezentant al Școlii Ardelene
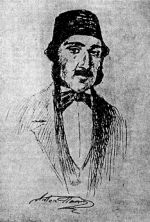
Anton Pann culegător de folclor român
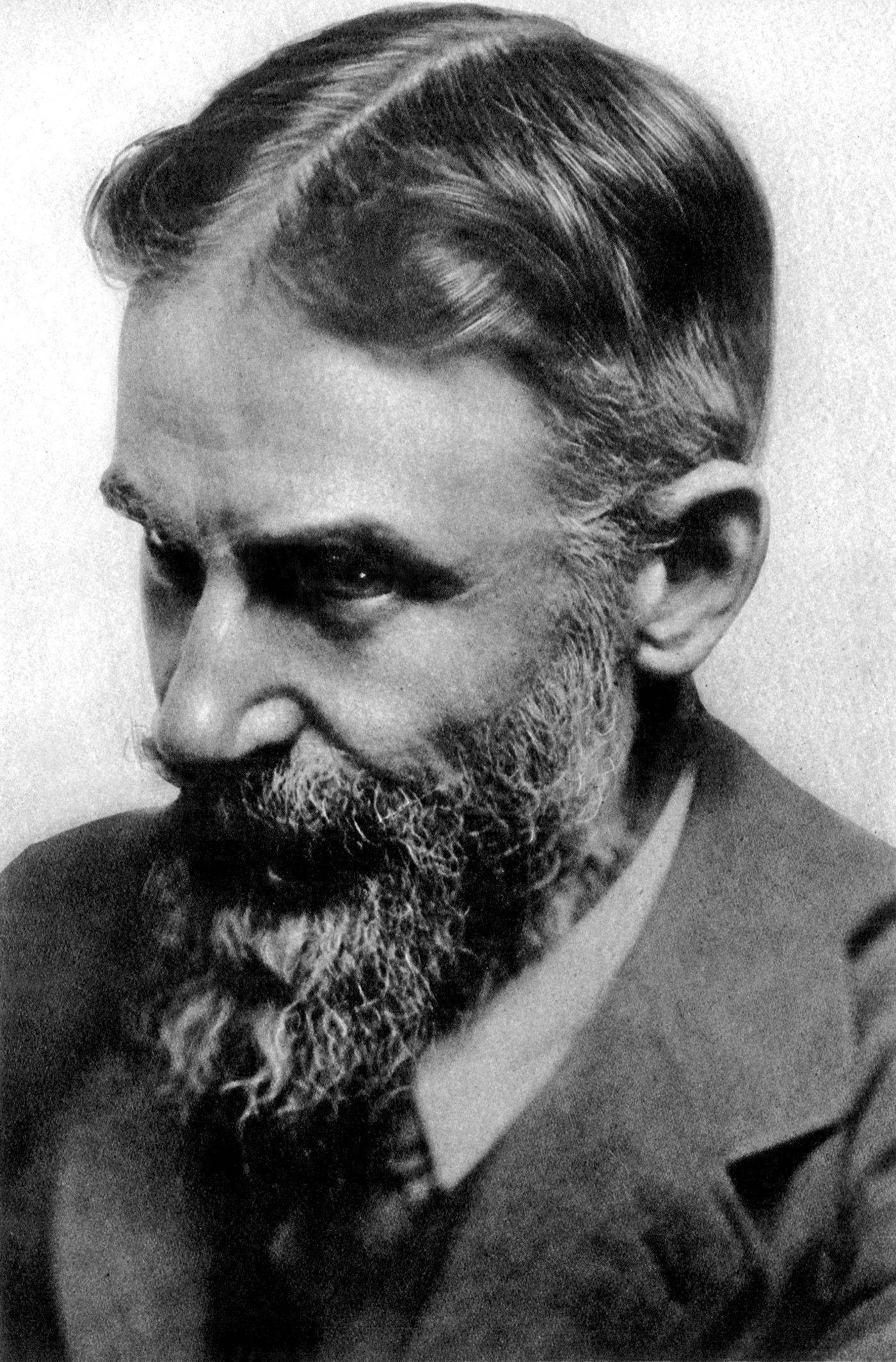
George Bernard Shaw, dramaturg irlandez, laureat Nobel

- 1854: Anton Pann (Antonie Pantoleon Petrov), poet, compozitor, muzicolog și culegător de folclor (n. 1796)
- 1945: Prințesa Thyra a Danemarcei  (n. 1880)
- 1950: George Bernard Shaw, dramaturg,  critic literar, activist politic irlandez, laureat al Premiului Nobel (n. 1856)
- 1975: Pier Paolo Pasolini, regizor, scenarist, teoretician și poet italian (n. 1922)
- 1988: Luis Barragán, arhitect mexican (n. 1902)
- 1991: Irwin Allen, producător de film (n. 1916)
- 2004: Theo van Gogh, regizor olandez (n. 1957)
- 2019: Leo Iorga, muzician român (n. 1964)
- 2019: Marie Laforêt, cântăreață și actriță franceză (n. 1939)
- 2020: Gigi Proietti, actor italian  (n. 1940)

## Sărbători
- Sfinții Mucenici Achindim, Pigasie, Aftonie si Elpidifor (calendarul ortodox si greco-catolic)
- Ziua Morților (Día de los Muertos) în Mexic